# Andrej Afanas'ev (calciatore)
Andrej Igorevič Afanas'ev (in russo Андрей Игоревич Афанасьев?; traslitterazione anglosassone: Andrei Igorevich Afanasyev; Mosca, 15 maggio 1964) è un allenatore di calcio ed ex calciatore russo, di ruolo difensore.

## Carriera

### Club
Ha giocato con vari club, in particolare moscoviti, dal 1984 al 2001, vincendo anche una Coppa di Russia nel 1993.

### Nazionale
Ha fatto il suo debutto con la nazionale russa il 13 febbraio 1993, in una partita contro gli Stati Uniti.

### Allenatore
Terminata la carriera da calciatore ha allenato varie squadre.

## Palmarès
- Coppa di Russia: 1

Torpedo Mosca: 1992-1993

## Statistiche

### Cronologia presenze e reti in nazionale
| Cronologia completa delle presenze e delle reti in nazionale ― Russia | Cronologia completa delle presenze e delle reti in nazionale ― Russia | Cronologia completa delle presenze e delle reti in nazionale ― Russia | Cronologia completa delle presenze e delle reti in nazionale ― Russia | Cronologia completa delle presenze e delle reti in nazionale ― Russia | Cronologia completa delle presenze e delle reti in nazionale ― Russia | Cronologia completa delle presenze e delle reti in nazionale ― Russia | Cronologia completa delle presenze e delle reti in nazionale ― Russia |
| Data                                                                  | Città                                                                 | In casa                                                               | Risultato                                                             | Ospiti                                                                | Competizione                                                          | Reti                                                                  | Note                                                                  |
| --------------------------------------------------------------------- | --------------------------------------------------------------------- | --------------------------------------------------------------------- | --------------------------------------------------------------------- | --------------------------------------------------------------------- | --------------------------------------------------------------------- | --------------------------------------------------------------------- | --------------------------------------------------------------------- |
| 13-2-1993                                                             | Orlando                                                               | Stati Uniti                                                           | 0 – 1                                                                 | Russia                                                                | Amichevole                                                            | -                                                                     | 58’                                                                   |
| 17-2-1993                                                             | Pasadena                                                              | El Salvador                                                           | 1 – 2                                                                 | Russia                                                                | Amichevole                                                            | -                                                                     |                                                                       |
| 8-3-1995                                                              | Košice                                                                | Slovacchia                                                            | 2 – 1                                                                 | Russia                                                                | Amichevole                                                            | -                                                                     | 25’                                                                   |
| 31-5-1995                                                             | Belgrado                                                              | Jugoslavia                                                            | 1 – 2                                                                 | Russia                                                                | Amichevole                                                            | -                                                                     | 46’                                                                   |
| Totale                                                                |                                                                       | Presenze                                                              | 4                                                                     |                                                                       | Reti                                                                  | 0                                                                     |                                                                       |